# 파인 데이

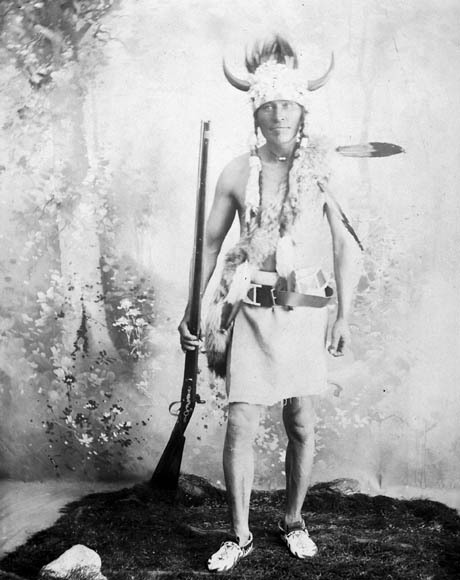
파인 데이

파인 데이(Fine-Day)는 1935년경 캐나다 평원 크리족의 한 무리인 강변인에 속하는 전시 추장이었다. 그는 루이 리엘의 지도하에 메티스 인이 주축이 되어 캐나다 정부와 싸운 소위 북서 반란의 주요 지휘관으로 참전하였다. 동시대인으로부터 모든 면에서 용맹한 자로 평가받은 그는 숙련된 전사, 사냥꾼, 계략가이자, 샤먼이었다.